# دان ديلوناي
دان ديلوناي (بالفرنسية: Dan Delaunay)‏ هو لاعب كرة قدم فرنسي في مركز حراسة المرمى، ولد في 8 أبريل 1995 في لو هافر في فرنسا. لعب مع نادي كوفيي.

## هوامش
1. ↑  In 2015, US Quevilly was renamed to US Quevilly-Rouen Métropole.

## وصلات خارجية
- دان ديلوناي على موقع رابطة كرة القدم الفرنسية للمحترفين (الإنجليزية)
- دان ديلوناي على موقع قاعدة بيانات كرة القدم.إي يو (الإنجليزية)
- دان ديلوناي على موقع ليكيب (الفرنسية)
- دان ديلوناي على موقع Soccerway.com (الإنجليزية)